# DB Baureihe 101
DB Baureihe 101 är ett tyskt ellok, byggt av Adtranz för Deutsche Bahn. Loket byggdes huvudsakligen för att ersätta det äldre BR 103 på Intercity-linjer. Loket hör till den senaste generationen i DB:s flotta. Loket har även stått som grund för det av Bombardier byggda loket ALP-46. BR 101 har också stått som grund för elloket TRAXX och ses ofta som föregångaren till TRAXX.

## Bakgrund
Omkring år 1990 så blev det tydligt för DB att behovet för en ersättare till flaggskeppet BR 103 var stort. BR 103 hade vid tillfället varit i tjänst i drygt 20 år, men ökad efterfrågan hade lett till att dessa lok fick dra betydligt tyngre tåg än vad de var konstruerade för, vilket ledde till ett kraftigt slitage. DB hade vid tillfället ytterligare ett lok som hade kapacitet att dra tunga Intercity-tåg, det var BR 120. BR 120 hade dock ett problem liknande BR 103, en äldre konstruktion som började bli utsliten. DB valde därför att leta efter en ny loktyp. Från början så ville man ha en universell loktyp, som skulle kunna dra Intercity-tåg men också godståg. 1991 så delades DB upp, så att persontrafik och godstrafik sköttes av olika företag, därför ändrades specifikationen för det nya loket till ett renodlat intercity-lok. DB tog emot förslag från flera europeiska tillverkare, bland annat Siemens, AEG och Alstom. 1995 beställde DB 145 lok från dåvarande Adtranz och det första exemplaret levererades 1996 och typen togs i tjänst 1997.

## BR 101 i tjänst
BR 101 har sedan dess introduktion huvudsakligen använts för att dra Intercity-tåg, men har också använts för att dra olika regionaltåg(Regio). Ett exempel är München-Nürnberg Express. Anledningen till att just BR 101 används på denna linje är för att den till stor del utnyttjar höghastighetsbanan mellan Ingolstadt och Nürnberg och för att inte vara något hinder för höghastighetstågen på samma sträcka så har man valt att använda sig av BR 101 med Intercity-vagnar för att hålla högre hastighet.

## Galleri

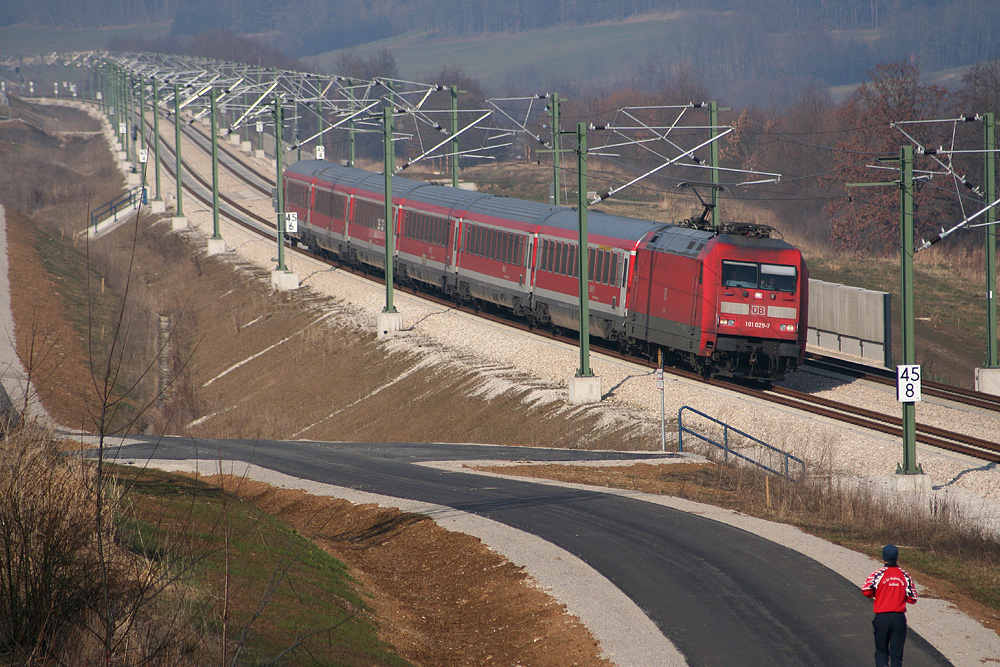
BR 101 som drar München-Nürnberg Express emellan Ingolstadt och Nürnberg
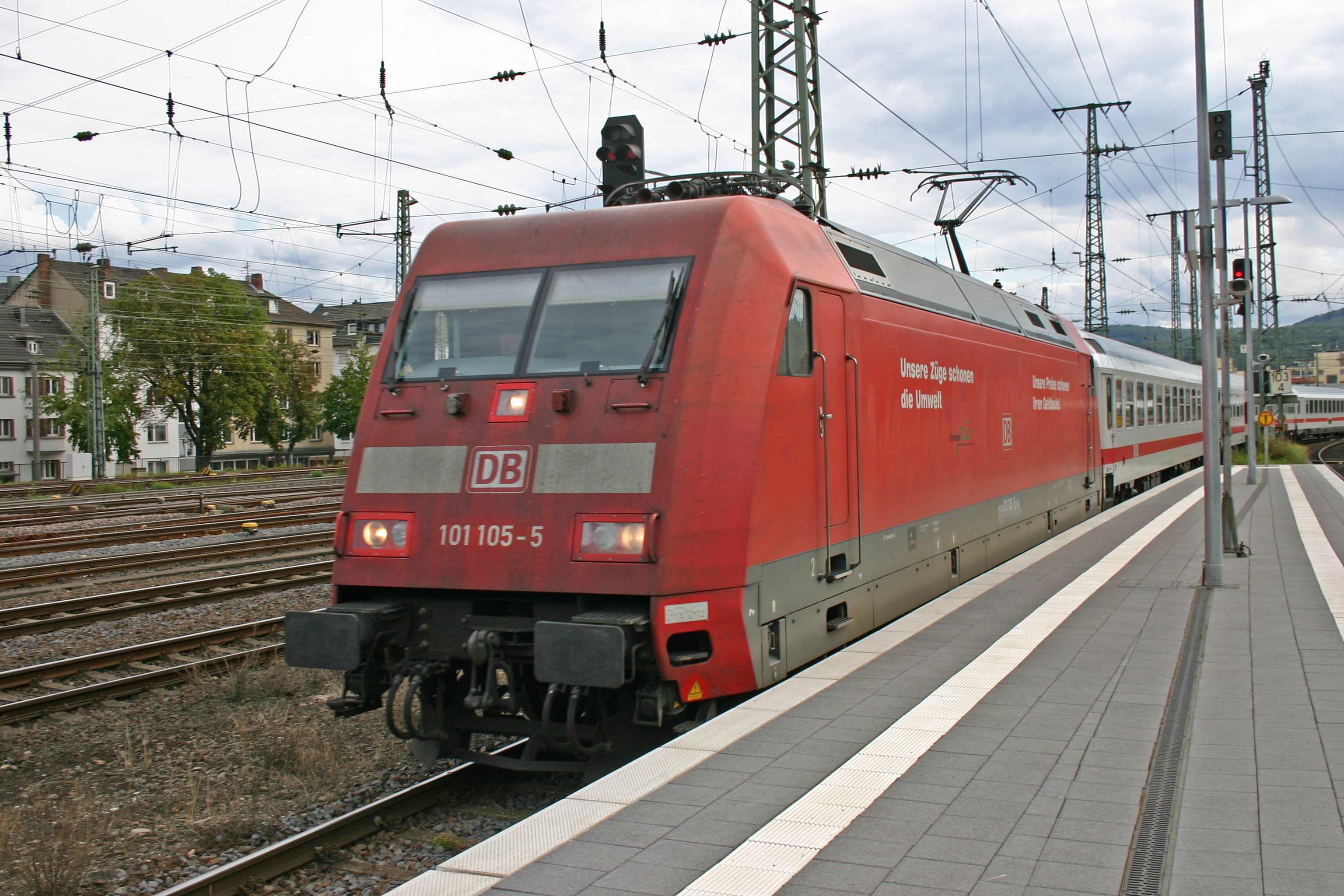
BR 101 vid Koblenz centralstation
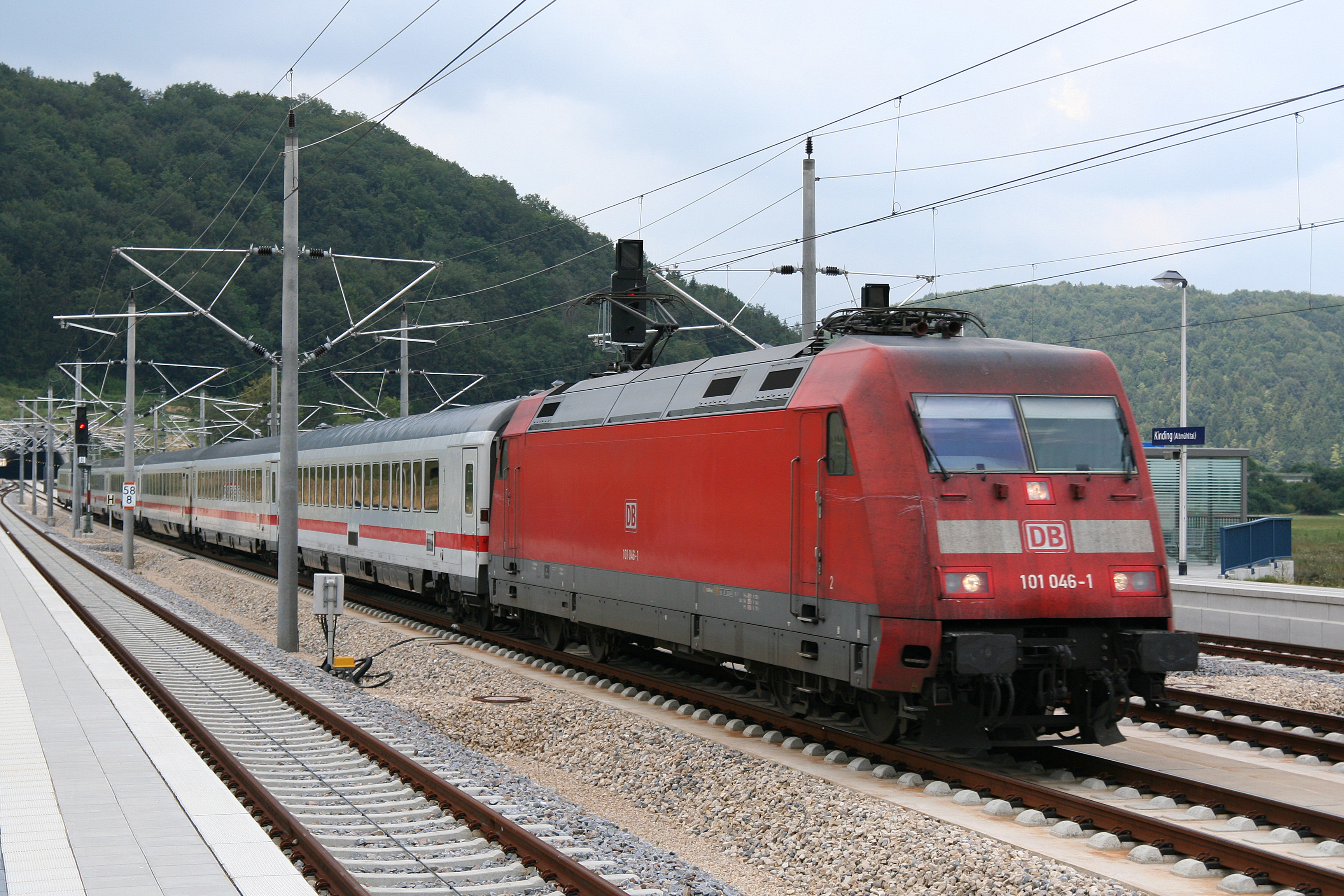